# شهرستان پارچف
شهرستان پارچف (به لهستانی: Powiat Parczew) یک شهرستان در لهستان است که در استان لوبلین واقع شده‌است. شهرستان پارچف ۹۵۲٫۶۲ کیلومتر مربع مساحت و ۳۶٬۵۱۲ نفر جمعیت دارد.